# Chevron Cars
Chevron war ein britischer Hersteller von Sportwagen und Rennfahrzeugen.

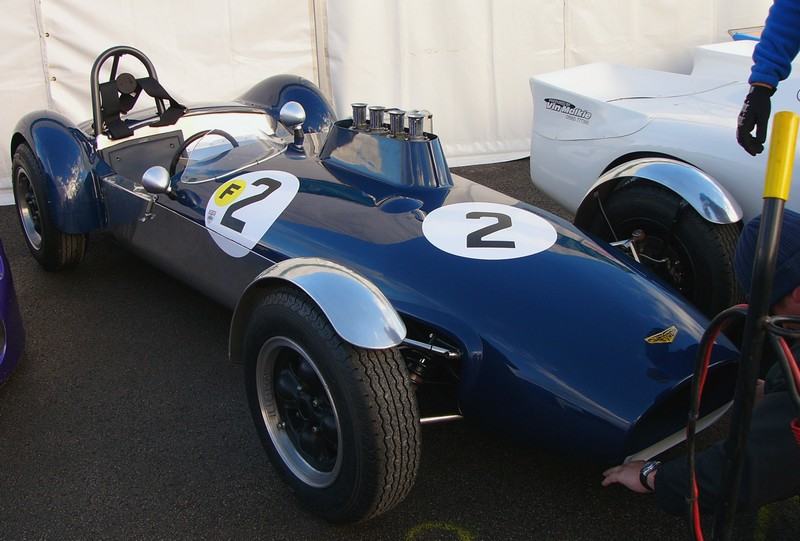
Chevron B2

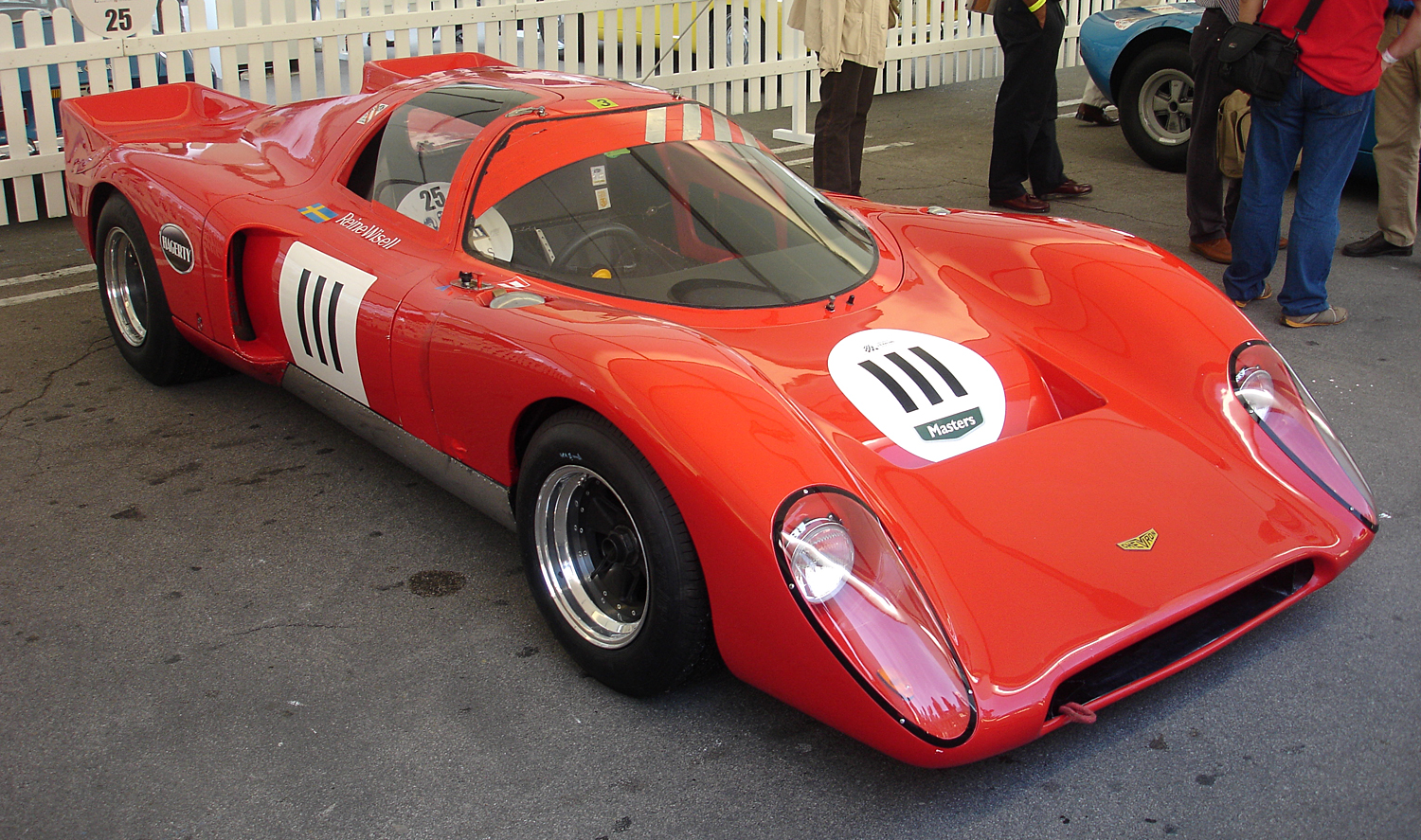
Chevron B16

Die Marke des britischen Konstrukteurs Derek Bennett (1933–1978) war in den 1950er-Jahren bekannt für die Sport- und Tourenwagen, die in einer kleinen Werkstatt in Bolton in Kleinserie gebaut wurden. Wie Eric Broadley, der Gründer von Lola, und Colin Chapman, der seine Fahrzeuge unter dem Namen Lotus baute, wandte sich Bennett bald dem Rennwagenbau zu. Er entwickelte Fahrzeuge für die Formel Junior, zweisitzige Sportwagen und 1967 den ersten Formel-2-Wagen, den Chevron B7. Bis in die 1980er-Jahre waren die Chevron-Rennwagen ein fester Bestandteil der Formel-2-Europameisterschaft. Auch in der Formel 5000 war Chevron engagiert. Peter Gethin siegte 1973 in einem Chevron B24 beim Race of Champions in Brands Hatch.
1978 bereitete Chevron den Einstieg in die Formel 1 vor. Obwohl der Chevron B41 ein brauchbarer Rennwagen war, fuhr das Team nie einen Weltmeisterschaftslauf. Der Tod von Bennett bei einem Unfall mit einem Hängegleiter brachte das Unternehmen rasch in Schwierigkeiten. Bennett war die treibende Kraft gewesen, sein Elan ging mit ihm verloren.
Im Frühjahr 1980 musste Chevron Konkurs anmelden und die Firma wurde liquidiert. Der deutsche Formel-2-Rennstall Maurer Motorsport bezog Anfang 1980 Chevrons Werkshallen, um dort in den kommenden zweieinhalb Jahren die eigenen Fahrzeuge zu produzieren und den Rennbetrieb des Werksteams vorzubereiten. Ein schottisches Konsortium übernahm das Restunternehmen und verlegte es nach Winchester. Nach dem Bau einiger Rennwagen für die Formel Ford wurde der Betrieb 1983 endgültig geschlossen.